# Éléonore d'Autriche-Teschen
Pour les articles homonymes, voir Éléonore d'Autriche.
L'archiduchesse Éléonore d'Autriche-Teschen (28 novembre 1886 - 26 mai 1974) est la fille de l'archiduc Charles-Étienne de Teschen et de l'archiduchesse Marie-Thérèse de Habsbourg-Toscane. Elle renonce à ses titres après son mariage morganatique avec Alfons von Kloss, le capitaine du yacht de son père. Pendant la Seconde Guerre mondiale, ses fils servent dans l'armée allemande .

## Jeunesse et éducation
L'archiduchesse Éléonore est la fille aînée de l'archiduc Charles-Étienne de Teschen et de l'archiduchesse Marie-Thérèse de Habsbourg-Toscane. Ses parents sont étroitement liés à l'empereur François-Joseph. Son père est le petit-fils de l'archiduc Charles-Louis d'Autriche-Teschen qui a dirigé l'armée autrichienne contre Napoléon Bonaparte. Il est aussi le frère de la reine d'Espagne Marie-Christine d'Autriche. Cela fait d'Eléonore la cousine du roi Alphonse XIII d'Espagne. Sa mère est la petite-fille de Léopold II, le dernier grand-duc régnant de Toscane. Du côté de sa mère, elle est aussi l'arrière-petite-fille du roi Ferdinand II des Deux-Siciles.
Éléonore est éduquée par des précepteurs, et un accent particulier est mis sur les langues. Elle apprend l'allemand, l'italien, l'anglais, le français, et, à partir de 1895, le polonais. Son père fait sa carrière dans la marine autrichienne et Éléonore passe son enfance principalement en Istrie dans le port autrichien de Pula dans l'Adriatique. Sa famille est très riche et possède une résidence d'hiver sur l'île de Losinj dans l'Adriatique, un yacht pour l'été et un palais à Vienne. En 1895, son père hérite de vastes propriétés en Galicie de l'archiduc Albert de Teschen. À partir de 1907, la résidence principale de la famille est le château de Żywiec, dans l'ouest de la Galicie.

## Mariage

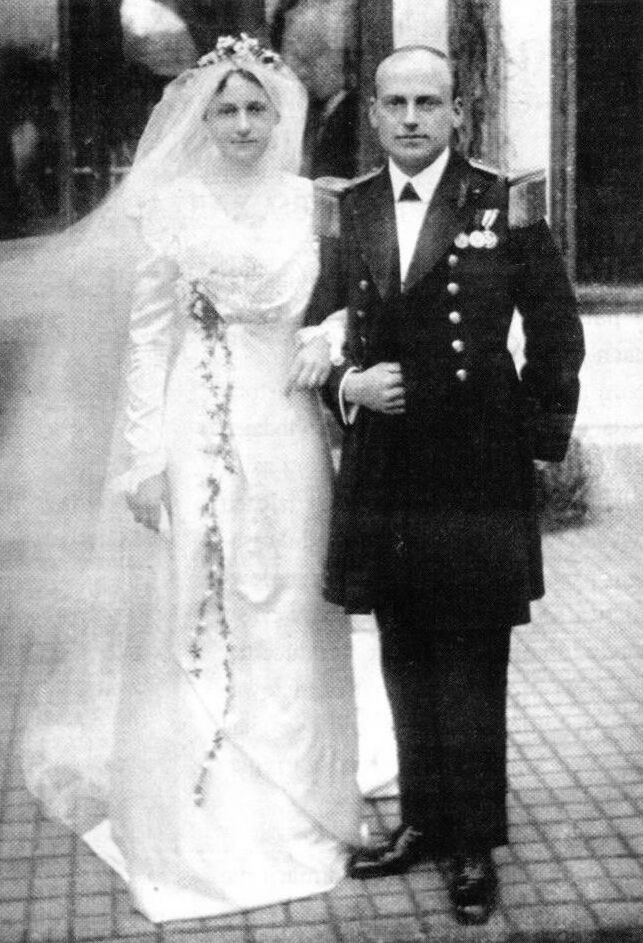
Mariage de l'archiduchesse Éléonore et d'Alfons von Kloss.

À quinze ans, l'archiduchesse Éléonore tombe amoureuse d'Alfons von Kloss (1880-1953), le capitaine du yacht de son père. Leur relation s'est développée au cours de nombreuses croisières familiales sur la Méditerranée. L'archiduc Charles-Étienne souhaitait marier sa fille aînée avec un aristocrate polonais, mais il est touché par le véritable amour et la persévérance du couple. Il contacte l'empereur, lui demandant d'autoriser l'union. L'empereur François-Joseph est inflexible sur les questions familiales, mais il est un bon ami de l'archiduc et donne sa permission.
Le mariage, une cérémonie modeste, a lieu le 9 janvier 1913 à Zywiec en Pologne, deux jours avant le mariage de sa sœur l'archiduchesse Mathilde. L'archiduchesse Éléonore renonce à ses titres après son mariage, devenant simplement Mme von Kloss. Le couple s'installe en Istrie et ils ont huit enfants : 
- Albrecht von Kloss (1913-1963), épouse Erika Kaiser. Ils ont un fils et deux filles,
- Karl von Kloss (1915-1939),
- Rainer von Kloss (1916-1991), épousa Cornelia Schoute et a un fils et une fille,
- Ernest von Kloss (1919-2017), épouse Ritxa Hartig et a trois fils et une fille,
- Alfons von Kloss (1920-2002), attaché militaire à l'ambassade d'Autriche à Washington, DC, épouse Theresia von Coreth zu Coredo et a trois fils,
- Frederich von Kloss (1922-1943)
- Maria Theresia von Kloss (1925-?), épouse Walter Kaiser et a quatre fils et une fille,
- Stephan von Kloss (1933-?); épouse Ingrid Morocutti et a trois fils et trois filles.

Alfons von Kloss travaille comme capitaine de corvette dans la marine impériale et sert avec distinction pendant la Première Guerre mondiale. Le couple reste en Autriche après la chute de la monarchie et vit à Baden près de Vienne, dans une grande villa qu'Éléonore a héritée de son oncle l'archiduc Rainier d'Autriche. Son mari meurt en 1953, elle lui survit 21 ans et meurt en 1974 à l'âge de 87 ans. La plupart de ses nombreux descendants vivent encore en Autriche.